# 東葛飾地方中学校駅伝競走大会

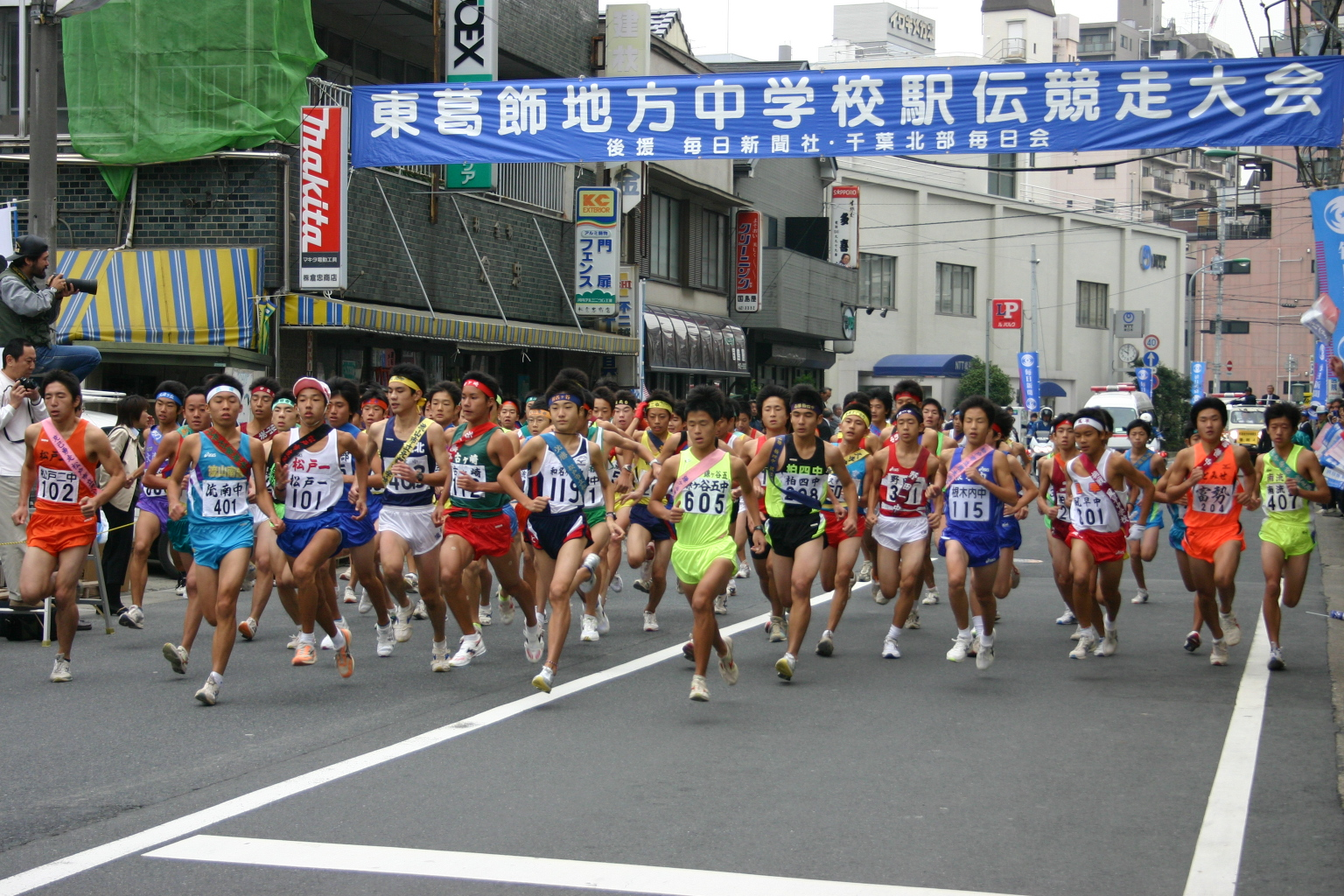
第58回大会スタート地点（松戸市立中部小学校前）

東葛飾地方中学校駅伝競走大会（ひがしかつしかちほうちゅうがっこうえきでんきょうそうたいかい）は、千葉県東葛地方にあるすべての公立中学校と一部の私立中学校が参加して行われる駅伝大会である。通称「東葛駅伝」（とうかつえきでん）。

## 概要
野田市総合公園陸上競技場と松戸市立中部小学校間をコースとし、1年おきにスタート・ゴールを交代して行われる。10人の走者によって松戸市～野田市間の約32kmの公道を白バイの先導のもとで走るのは全国でも珍しい。
毎年10月に行われ、2024年（令和6年）時点で76回を数える。第1回大会は1948年（昭和23年）に12校で行われたが、学校数の増加により、2007年（平成19年）時点では70校が参加する大規模大会となった。現在は、全区間でのたすきリレーが行われているが1982年（昭和57年）までは1～6区・7区～10区の2区間の合計総合タイムで行われていた時期があった。1990年頃（平成2年）までは、各校の顧問等が自転車で伴走する事が伝統であったが、諸事情により廃止された。コースや中継所は諸事情により、毎年若干の変更はある。
1983年（昭和58年）以降、奇数の大会は野田スタート・松戸ゴール、偶数の大会は松戸スタート・野田ゴールである。
2025年 第77回大会は、2回連続で松戸スタート。

## 大会運営
主催
- 千葉県教育庁東葛飾教育事務所
- 東葛飾地区教育委員会連絡協議会
- 松戸・野田・柏・流山・我孫子・鎌ケ谷・各市体育協会
- 千葉県小中学校体育連盟松戸・柏・葛北・葛南　各支部
- 毎日新聞社

後援
- 松戸市・野田市・柏市・流山市・我孫子市・鎌ケ谷市
- 各市社会福祉協議会
- 千葉県青少年総合対策本部東葛飾支部
- 東葛毎日新聞社
- 東葛飾地方各毎日新聞販売所
- スポーツニッポン新聞社
- 株式会社ジェイコム東葛飾・株式会社ジェイコムイースト東関東局

協力
- 千葉県警察本部松戸・松戸東・柏・野田・流山各警察署
- 千葉県警交通機動隊
- 松戸・東松戸・柏・野田・流山各交通安全協会
- 松戸・柏・野田・流山各消防署

主管
- 千葉県小中学校体育連盟松戸・柏・葛北・葛南各支部

表彰
- 1位～10位までを入賞とする。
- 優勝校には、優勝旗・優勝杯・メダル・賞状を授与する。
- 2位・3位には、入賞杯・メダル・賞状を、4位～10位には、楯・メダル・賞状を授与する。
- 参加選手全員に参加賞を授与する。
- 区間賞はない。

## 出場資格
- 東葛飾地方中学校1校1チームとし、次の条件を備えた者

1. 学校医の健康診断時において異常なしと判断された者
2. 日常の活動状況から3,000メートル以上の長距離走に耐え得ると監督が判断した者
3. 日常の練習活動、大会に出場することに保護者が同意した者
4. 学校長が総合的に判定をして、出場許可を与えた者

## 沿革
戦後間もない1948年（昭和23年）に「スポーツを通して戦禍の廃墟から立ち上がろう」を合い言葉に始まり、現在では東葛６市（松戸、柏、野田、流山、我孫子、鎌ケ谷）の公立・私立中学校が参加する大会。

## 歴代優勝校及び参加校数
| 回                | 年                  | 優勝校                                       | 参加校数                                     | 通算優勝回数 （1回目は省略）                 |
| ----------------- | ------------------- | -------------------------------------------- | -------------------------------------------- | -------------------------------------------- |
| 1                 | 1948年（昭和23年）  | 福田村立福田中学校                           | 12校                                         |                                              |
| 2                 | 1949年（昭和24年）  | 二川村立二川中学校                           | 18校                                         |                                              |
| 3                 | 1950年（昭和25年）  | 野田市立中央中学校                           | 21校                                         |                                              |
| 4                 | 1951年 （昭和26年） | 野田市立中央中学校                           | 24校                                         | 2                                            |
| 5                 | 1952年 （昭和27年） | 野田市立第一中学校                           | 23校                                         |                                              |
| 6                 | 1953年 （昭和28年） | 柏町立柏中学校                               | 27校                                         |                                              |
| 7                 | 1953年 （昭和28年） | 柏町立柏中学校                               | 26校                                         | 2                                            |
| 8                 | 1954年 （昭和29年） | 東葛市立柏中学校                             | 23校                                         | 3                                            |
| 9                 | 1955年 （昭和30年） | 柏市立柏中学校                               | 31校                                         | 4                                            |
| 10                | 1956年（昭和31年）  | 柏市立柏中学校                               | 32校                                         | 5                                            |
| 11                | 1957年（昭和32年）  | 松戸市立小金中学校                           | 31校                                         |                                              |
| 12                | 1958年（昭和33年）  | 松戸市立第二中学校                           | 37校                                         |                                              |
| 13                | 1959年（昭和34年）  | 柏市立柏中学校                               | 35校                                         | 6                                            |
| 14                | 1960年（昭和35年）  | 柏市立柏中学校                               | 25校                                         | 7                                            |
| 15                | 1961年（昭和36年）  | 柏市立柏中学校                               | 27校                                         | 8                                            |
| 16                | 1962年（昭和37年）  | 柏市立柏中学校                               | 28校                                         | 9                                            |
| 17                | 1963年（昭和38年）  | 柏市立柏中学校                               | 28校                                         | 10                                           |
| 18                | 1964年（昭和39年）  | 柏市立柏中学校                               | 29校                                         | 11                                           |
| 19                | 1965年（昭和40年）  | 柏市立土中学校                               | 31校                                         |                                              |
| 20                | 1966年（昭和41年）  | 柏市立柏中学校                               | 32校                                         | 12                                           |
| 21                | 1967年（昭和42年）  | 我孫子町立我孫子中学校                       | 35校                                         |                                              |
| 22                | 1968年（昭和43年）  | 我孫子町立我孫子中学校                       | 35校                                         | 2                                            |
| 23                | 1969年（昭和44年）  | 我孫子町立我孫子中学校                       | 34校                                         | 3                                            |
| 24                | 1970年（昭和45年）  | 我孫子市立我孫子中学校                       | 36校                                         | 4                                            |
| 25                | 1971年（昭和46年）  | 我孫子市立我孫子中学校                       | 37校                                         | 5                                            |
| 26                | 1972年（昭和47年）  | 浦安町立浦安中学校                           | 40校                                         |                                              |
| 27                | 1973年（昭和48年）  | 流山市立南部中学校                           | 42校                                         |                                              |
| 28                | 1974年（昭和49年）  | 我孫子市立我孫子中学校                       | 44校                                         | 6                                            |
| 29                | 1975年（昭和50年）  | 柏市立土中学校                               | 44校                                         | 2                                            |
| 30                | 1976年（昭和51年）  | 野田市立南部中学校                           | 45校                                         |                                              |
| 31                | 1977年（昭和52年）  | 柏市立光ヶ丘中学校                           | 48校                                         |                                              |
| 32                | 1978年（昭和53年）  | 我孫子市立我孫子中学校                       | 52校                                         | 7                                            |
| 33                | 1979年（昭和54年）  | 柏市立土中学校                               | 56校                                         | 3                                            |
| 34                | 1980年（昭和55年）  | 柏市立土中学校                               | 56校                                         | 4                                            |
| 35                | 1981年（昭和56年）  | 我孫子市立白山中学校                         | 62校                                         |                                              |
| 36                | 1982年（昭和57年）  | 野田市立南部中学校                           | 63校                                         | 2                                            |
| 37                | 1983年（昭和58年）  | 松戸市立新松戸南中学校                       | 64校                                         |                                              |
| 38                | 1984年（昭和59年）  | 沼南町立高柳中学校                           | 65校                                         |                                              |
| 39                | 1985年（昭和60年）  | 我孫子市立白山中学校                         | 67校                                         | 2                                            |
| 40                | 1986年（昭和61年）  | 沼南町立風早中学校                           | 68校                                         |                                              |
| 41                | 1987年（昭和62年）  | 松戸市立旭町中学校                           | 69校                                         |                                              |
| 42                | 1988年（昭和63年）  | 松戸市立新松戸南中学校                       | 69校                                         | 2                                            |
| 43                | 1989年（平成元年）  | 沼南町立風早中学校                           | 69校                                         | 2                                            |
| 44                | 1990年（平成2年）   | 我孫子市立白山中学校                         | 71校                                         | 3                                            |
| 45                | 1991年（平成3年）   | 我孫子市立白山中学校                         | 71校                                         | 4                                            |
| 46                | 1992年（平成4年）   | 我孫子市立白山中学校                         | 71校                                         | 5                                            |
| 47                | 1993年（平成5年）   | 我孫子市立白山中学校                         | 72校                                         | 6                                            |
| 48                | 1994年（平成6年）   | 鎌ケ谷市立第五中学校                         | 71校                                         |                                              |
| 49                | 1995年（平成7年）   | 我孫子市立我孫子中学校                       | 71校                                         | 8                                            |
| 50                | 1996年（平成8年）   | 我孫子市立我孫子中学校                       | 71校                                         | 9                                            |
| 51                | 1997年（平成9年）   | 流山市立東部中学校                           | 71校                                         |                                              |
| 52                | 1998年（平成10年）  | 松戸市立栗ケ沢中学校                         | 71校                                         |                                              |
| 53                | 1999年（平成11年）  | 松戸市立栗ケ沢中学校                         | 71校                                         | 2                                            |
| 54                | 2000年（平成12年）  | 我孫子市立湖北中学校                         | 71校                                         |                                              |
| 55                | 2001年（平成13年）  | 柏市立逆井中学校                             | 71校                                         |                                              |
| 56                | 2002年（平成14年）  | 柏市立逆井中学校                             | 71校                                         | 2                                            |
| 57                | 2003年（平成15年）  | 柏市立酒井根中学校                           | 71校                                         |                                              |
| 58                | 2004年（平成16年）  | 柏市立逆井中学校                             | 72校                                         | 3                                            |
| 59                | 2005年（平成17年）  | 柏市立逆井中学校                             | 72校                                         | 4                                            |
| 60                | 2006年（平成18年）  | 柏市立柏第二中学校                           | 70校                                         |                                              |
| 61                | 2007年（平成19年）  | 我孫子市立白山中学校                         | 70校                                         | 7                                            |
| 62                | 2008年（平成20年）  | 松戸市立第四中学校                           | 70校                                         |                                              |
| 63                | 2009年（平成21年）  | 我孫子市立我孫子中学校                       | 70校                                         | 10                                           |
| 64                | 2010年（平成22年）  | 我孫子市立我孫子中学校                       | 70校                                         | 11                                           |
| 65                | 2011年（平成23年）  | 松戸市立第四中学校                           | 70校                                         | 2                                            |
| 66                | 2012年（平成24年）  | 野田市立南部中学校                           | 70校                                         | 3                                            |
| 67                | 2013年（平成25年）  | 我孫子市立白山中学校                         | 70校                                         | 8                                            |
| 68                | 2014年（平成26年）  | 我孫子市立白山中学校                         | 70校                                         | 9                                            |
| 69                | 2015年（平成27年）  | 松戸市立小金中学校                           | 71校                                         | 2                                            |
| 70                | 2016年（平成28年）  | 我孫子市立白山中学校                         | 71校                                         | 10                                           |
| 71                | 2017年（平成29年）  | 我孫子市立白山中学校                         | 71校                                         | 11                                           |
| 72                | 2018年（平成30年）  | 我孫子市立白山中学校                         | 71校                                         | 12                                           |
| 73                | 2019年（令和元年）  | 我孫子市立我孫子中学校                       | 71校                                         | 12                                           |
|                   | 2020年（令和2年）   | 新型コロナウイルス感染拡大の影響で、大会中止 | 新型コロナウイルス感染拡大の影響で、大会中止 | 新型コロナウイルス感染拡大の影響で、大会中止 |
| 2021年（令和3年） |                     | 新型コロナウイルス感染拡大の影響で、大会中止 | 新型コロナウイルス感染拡大の影響で、大会中止 | 新型コロナウイルス感染拡大の影響で、大会中止 |
| 74                | 2022年（令和4年）   | 柏市立酒井根中学校                           | 73校                                         | 2                                            |
| 75                | 2023年（令和5年）   | 我孫子市立我孫子中学校                       | 74校                                         | 13                                           |
| 76                | 2024年（令和6年）   | 我孫子市立我孫子中学校                       | 75校                                         | 14                                           |

## コース(2024 令和6年度)
- 1区 3.5km 松戸市民劇場〜コープデリ松戸
- 2区 3.3km 〜小金中入口正門
- 3区 2.9km 〜小金北中
- 4区 3.4km 〜セブンイレブン流山野々下店
- 5区 2.9km 〜流山運動公園
- 6区 2.8km 〜西栄寺
- 7区 3.4km 〜西深井小入口
- 8区 3.4km 〜福寿院
- 9区 2.6km 〜上花輪新町
- 10区 3.7km 〜野田市総合運動公園競技場

## コース（平成29年度）
- 2017年（平成29年）10月21日(土)に行われた第71回大会は、野田市をスタートし松戸市がゴールであった。野田スタートの場合、第5中継所（割烹せきや）において、1位ランナーが通過後15分を経過した時点で繰り上げスタートとなる。また、第8中継所（小金中入口）では、1位ランナー通過後4分を経過した時点で繰り上げスタートとなる。29年度は、第8中継所で54校が再スタートとなった。

### 1区（3.8km）
- 野田市総合公園陸上競技場～キッコーマン本社前。10区間でもっとも長い区間。競技場を約1100m走り一般道へ。清水公園駅前を右折し愛宕神社前を通り、野田の商店街を走る平坦なコース。

### 2区（3.1km）
- キッコーマン本社前～梅郷駅西口。コースは一直線で大部分が平坦のコース。中継所から野田本町JP前、野田南部中入口、梅郷駅入口を通り梅郷駅西口へ。

### 3区（3.3km）
- 梅郷駅西口～もつ焼きえつこ。このコースも一直線で大部分が平坦のコース。中継所から江戸川病院前、運河駅前、東深井中入口を通りもつ焼きえつこへ。

### 4区（3.4km）
- もつ焼きえつこ～西栄寺。中継所から流山北消防署前、江戸川台駅入口、香取大神宮前、流山IC入口を通り西栄寺へ。前半は平坦であるが、2000m手前から長い上り坂が続く難コース。毎年、エース級選手が配置される区間。

### 5区（3.2km）
- 西栄寺～割烹せきや。 スタート直後、北千葉浄水場横の片側二車線道路は、急な下り坂、上り坂がある。流山南部中学校前、流山総合運動公園前を通り、中継所へ。

### 6区（2.5km）
- 割烹せきや～グリーンハウスゆりや。10区間のうち最も短い区間。豊四季駅入口を過ぎるとアップダウンはあるが、他は平坦で走りやすい。

### 7区（3.4km）
- グリーンハウスゆりや～小金北中正門。中継所から柏第二小前を通り稲荷神社を右折。工場が立ち並ぶ道を通り、流山東高校入口を過ぎると急な下り坂。富士見橋後を渡り、側道へ。流山市立八木南小学校前を通り中継所へ。

### 8区（2.9km）
- 小金北中正門～小金中入口。10区間中最も難コース。距離はさほど長くはないが、左折右折が多く、上り下りばかりで平坦な場所がほとんどない。箱根駅伝の5区・6区の連続のようなイメージ。華厳寺入口、廣徳寺、松本清記念館前を通り中継所へ。

### 9区（3.0km）
- 小金中入口～日立製作所。コースは一直線で大部分が平坦のコース。スタート直後、JR武蔵野線のガード下を通り、イオンフードスタイル(元ダイエー)新松戸店前を通り「ゆりのき通り」へ。左右にぎっしりとお店が立ち並び、例年沿道にも大勢の応援の人が繰り出す。馬橋駅入口、馬橋立体交差を通り中継所へ。

### 10区（3.7km）
- 日立製作所～中部小学校前。前半は市街地、後半は江戸川土手沿いを走るコース。スタートして約1500m走り、旭運輸事務所先交差点を右折。古ヶ崎交差点を直進し、江戸川の土手沿いの道を通り江戸川堤防交差点を左折しゴールへ。

## コース（平成28年度）
- 2016年（平成28年）に行われた第70回記念大会は、松戸市がスタート。

### 1区（3.8km）
- 松戸市民劇場～日立製作所。

### 2区（3.0km）
- 日立製作所～小金中入口。

### 3区（2.9km）
- 小金中入口～小金北中正門。

### 4区（3.4km）
- 小金北中正門～西松屋流山店。

### 5区（2.9km）
- 西松屋流山店～流山運動公園。

### 6区（2.8km）
- 流山運動公園～西栄寺。

### 7区（3.4km）
- 西栄寺～西深井小入口。

### 8区（3.4km）
- 西深井小入口～福寿院。

### 9区（2.6km）
- 福寿院～上花輪新町。

### 10区（3.7km）
- 上花輪新町～野田市総合公園陸上競技場。